# Forráskút
Forráskút község Csongrád-Csanád vármegye Mórahalmi járásában.

## Fekvése
A vármegye északnyugati határa mentén helyezkedik el, Szegedtől mintegy 23 kilométerre.
A szomszédos települések: északkelet felől Balástya, kelet felől Szatymaz, délkelet felől Zsombó, dél felől Bordány, délnyugat felől Üllés, északnyugat felől pedig Csólyospálos.

### Megközelítése
Csak közúton érhető el: Kiskunmajsa és Szeged (Kiskundorozsma) felől az 5405-ös, Balástya felől az 5422-es, Üllés-Bordány felől pedig az 5426-os úton.
Vasútvonal nem érinti, a legközelebbi vasúti csatlakozási lehetőséget a Cegléd–Szeged-vasútvonal Balástya vasútállomása kínálja, mintegy 10 kilométerre északkeletre.

## Története
1950-ben Átokháza egy részéből, valamint Kiskundorozsma határából szerveződött önálló községgé a Forráskútdűllő, Gyapjasdűllő nevű határrészekből.

## Közélete

### Polgármesterei
- 1990–1994: Kocsis Ferenc (független)[3]
- 1994–1998: Kocsis Ferenc (független)[4]
- 1998–2002: Kocsis Ferenc (független)[5]
- 2002–2006: Fodor Imre (független)[6]
- 2006–2010: Fodor Imre (független)[7]
- 2010–2014: Fodor Imre (független)[8]
- 2014–2019: Fodor Imre (független)[9]
- 2019–2024: Fodor Imre (független)[10]
- 2024– : Fodor Imre (független)[1]

## Népesség
A település népességének változása:
| Lakosok száma | 2315 | 2287 | 2234 | 2191 | 1965 | 2017 | 1977 |
|               | 2013 | 2014 | 2017 | 2021 | 2022 | 2023 | 2024 |

2001-ben a település lakosságának közel 100%-a magyar nemzetiségűnek vallotta magát.
A 2011-es népszámlálás során a lakosok 81,4%-a magyarnak, 0,2% cigánynak, 0,7% románnak mondta magát (18,5% nem nyilatkozott; a kettős identitások miatt a végösszeg nagyobb lehet 100%-nál). A vallási megoszlás a következő volt: római katolikus 64,8%, református 1,5%, evangélikus 0,2%, felekezeten kívüli 6,4% (26,7% nem nyilatkozott).
2022-ben a lakosság 93,7%-a vallotta magát magyarnak, 2% románnak, 0,3% németnek, 0,2% cigánynak, 0,1-0,1%ukránnak, görögnek és szerbnek, 1,6% egyéb, nem hazai nemzetiségűnek (6,2% nem nyilatkozott; a kettős identitások miatt a végösszeg nagyobb lehet 100%-nál). Vallásuk szerint 51,5% volt római katolikus, 2% református, 0,2% görög katolikus, 0,6% evangélikus, 0,6% egyéb keresztény, 1,6% egyéb katolikus, 10,6% felekezeten kívüli (32,8% nem válaszolt).

## Nevezetességei
- Római katolikus temploma - 1906-ban épült neoromán stílusban.

## Külső hivatkozások
- Forráskút honlapja